# William Kinney (Politiker)
William Kinney (* 1781 im Washington County, Pennsylvania; † 1. Oktober 1843 bei Belleville, Illinois) war ein US-amerikanischer Politiker. Zwischen 1826 und 1830 war er Vizegouverneur des Bundesstaates Illinois.

## Werdegang
William Kinney wurde in Pennsylvania geboren und lebte später im St. Clair County in Illinois. Über seine Schulausbildung ist nichts überliefert. Er war im Handel sowie als Geistlicher der Baptistenkirche tätig. In den 1820er Jahren schloss er sich der Bewegung um den späteren US-Präsidenten Andrew Jackson an und wurde Mitglied der von diesem 1828 gegründeten Demokratischen Partei.
1826 wurde Kinney an der Seite von Ninian Edwards zum Vizegouverneur von Illinois gewählt. Dieses Amt bekleidete er zwischen dem 6. Dezember 1826 und dem 9. Dezember 1830. Dabei war er Stellvertreter des Gouverneurs. In den Jahren 1830 und 1834 kandidierte er jeweils erfolglos für das Amt des Gouverneurs. Er starb am 1. Oktober 1843 nahe Belleville.